# Bartolomeo Bellano
Bartolomeo Bellano, també conegut com a Bartolomeo Vellano i Vellano da Padova (Pàdua, 1437-1438 — Pàdua, 1496-1497) va ser un escultor i arquitecte del Renaixement italià. Era fill d'un orfebre i va estudiar amb l'escultor Donatello (ca. 1386-1466). Les seues primeres obres documentades són quatre relleus en terracotes representant infants, que li van ser encarregades vers 1460. Una d'aquestes terracotes es conserva al Museu de Belles Arts de Lió. El 1456 va ajudar Donatello en la restauració dels púlpits de San Lorenzo de la Basílica de San Lorenzo de Florència. El 1467 es trobava de nou a la seua ciutat, on va fer una estàtua en bronze del papa Pau II, que va ser refosa l'any 1798. Andrea Riccio (1470-1532) va ser un dels seus deixebles.